# Historia Szwecji
Historia Szwecji. Za początek osadnictwa w Szwecji przyjmuje się zwykle początek cofania się lądolodu, ok. 13 tys. lat temu. W ślad za topniejącym lądolodem posuwały się od południa, przez obecną Danię, grupy myśliwych i zbieraczy. Zasiedlanie całej obecnej Szwecji zajęło kilka tysięcy lat. Wielkim przełomem było przybycie do Skandynawii pierwszych plemion rolniczych, ok. 4000 p.n.e. oraz początek epoki brązu (ok. 1800 p.n.e.), a następnie epoki żelaza (ok. 500 p.n.e.).

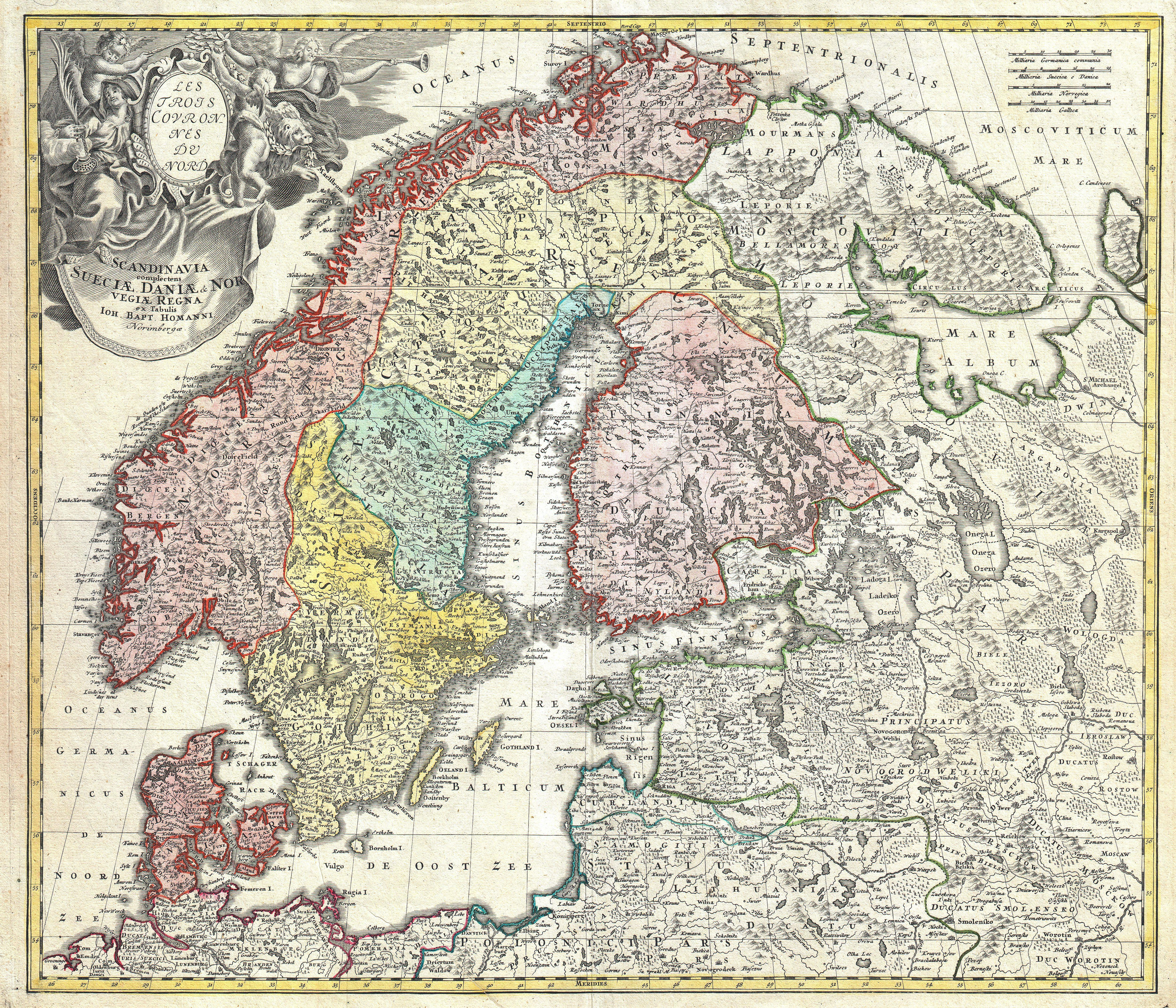
Mapa Skandynawii, Johann Baptist Homann, ok. 1730.

Szwecja początkowo podzielona była na wiele luźno powiązanych ze sobą obszarów, zwykle ze wspólnym władcą, ale różnymi prawami dzielnicowymi. W okresie średniowiecza kraj został zjednoczony i schrystianizowany, pojawiła się administracja centralna. Od 1397 aż do 1. połowy XVI wieku Szwecja wchodziła w skład unii kalmarskiej, często jednak rządzona była przez własnego króla lub namiestnika. Na XVII wiek przypada okres mocarstwowości szwedzkiej i jej największego zasięgu terytorialnego. Większość jednak zdobytych obszarów została utracona w XVIII wieku. Finlandia oraz Pomorze odpadły od Szwecji na pocz. XIX wieku. W 1814 Szwecja zawarła unię personalną z Norwegią, rozwiązaną w 1905. Od 1814 Szwecja nie prowadziła żadnej wojny, zachowując konsekwentnie neutralność w toczących się wokół niej konfliktach.

## Prehistoria Szwecji
Obszar Skandynawii w okresie czwartorzędu przynajmniej trzy razy pokryty był lodem. Poszczególne okresy lodowe trwały po ok. 100 tys. lat i przedzielone są 4 okresami międzylodowcowymi, interglacjałami, trwającymi po ok. 10 – 20 tys. lat. Ostatni okres zlodowacenia, nazywany zlodowaceniem Wisły, trwał od około 115 000 do ok. 10 000 p.n.e. Poprzedza je interglacjał eemski, a po nim nastąpił interglacjał współczesny – holocen. Jedynie zachodnia Jutlandia oraz Lofoty w północnej Norwegii wolne były od lodu.
Szwecja pokryta była grubą (max. 3000 m) warstwą lodu, który zaczął ustępować z jej terytorium ok. 12 000 p.n.e. Proces topnienia pokrywy lodowej postępował raz szybciej, raz wolniej, w zależności od wahań klimatycznych i zakończył się ok. 6500 p.n.e. Pokryta lodem powierzchnia została uformowana pod jego ciężarem i na skutek jego topnienia. Po jego ustąpieniu wgnieciona skorupa ziemska zaczęła wolno wznosić się w stosunku do poziomu morza. Proces ten przebiega najszybciej na północy, wolniej na południu. Nieprzerwanie też następowały duże zmiany klimatyczne.
W ślad za topniejącym i cofającym się na północ lodem, w poszukiwaniu pastwisk, do Skandynawii przybyły od południa renifery, a za nimi pierwsi ludzie – łowcy reniferów. Najstarsze znane pojedyncze znaleziska w Skanii pochodzą z ok. 12 000 p.n.e., kiedy lód zaczął topnieć na tym obszarze. Na ślady człowieka (ok. 12 000 p.n.e.) natrafiono nad jeziorem Finjasjön w północnej Skanii (m.in. krzemienne ostrza strzał) oraz w Segebro na północ od Malmö (11 000 – 10 500 p.n.e.). Ludzie ci przybyli od południowego zachodu, od strony obecnej Danii, która połączona była lądem ze Skanią. Zaliczani są oni do paleolitycznej kultury Bromme-Lyngby, najstarszej znanej kultury archeologicznej związanej z pierwszymi mieszkańcami Szwecji, którzy przy krawędzi topniejącego lądolodu budowali swoje tymczasowe obozowiska.
Na tereny Szwecji myśliwi przybywali początkowo w małych grupach, polując latem i wycofując się na zimę do swych siedzib bardziej na południe. Na trudnej do przeżycia tundrze prowadzili oni nomadyczny tryb życia. Na zachodnim wybrzeżu Szwecji (Västkusten) odkryto ślady po osadach rybackich, datowane na okres ok. 10 000 p.n.e.
Około 10 000 p.n.e. następuje nawrót arktycznego zimna i nie jest pewne, czy na wolnym od lodu obszarze przebywali na stałe ludzie. Po 8200 p.n.e. klimat stał się cieplejszy i lasy liściaste rozciągały się aż do Mälaru. Renifer został zastąpiony przez zwierzęta leśne, takie jak: jeleń, sarna, łoś, dzika świnia, bóbr; wzrosła liczba gatunków ptaków.
Z okresu mezolitu pochodzi bardzo duża liczba odkrytych śladów po osadach. Sprzyjający klimat z bogactwem roślin i zwierząt dawał większe możliwości niż dotąd. Rosła liczba ludności, napływającej od południa. Warunki dla przenoszących się z miejsca na miejsce plemion łowieckich stały się lżejsze. Nadal jednak osadnictwo miało charakter prymitywny i przypadkowy. Zajmowano się łowiectwem, zbieractwem oraz rybołówstwem.
Około 4000 p.n.e. w Szwecji pojawiła się neolityczna kultura rolnicza. Rolnictwo wraz z hodowlą krowy i świni oraz stałym osadnictwem zmieniło warunki życia, warunki przeżycia stały się lżejsze. Klimat był łagodniejszy niż obecnie. Zaczęto budować duże grobowce kamienne, tzw. grobowce megalityczne. Zmarłych chowano razem z przedmiotami codziennego użytku.
Epoka brązu rozpoczęła się w Skandynawii po 1800 p.n.e.

## Średniowiecze

Flaga Unii Kalmarskiej

Południowe obszary współczesnej Szwecji (Skania) były częścią praojczyzny Germanów (Pragermanie). W średniowieczu północna i środkowa część kraju została zasiedlona przez plemiona północnogermańskich Normanów.
Od V wieku notuje się panowanie rodu Ynglingów rezydujących w Gamla Uppsala, a następnie innych rodów. Przez stulecia Szwedzi byli żeglarzami znanymi z dalekich wypraw kupieckich. Od IX–XI wieku tutejsi wikingowie brali udział w wyprawach łupieżczych, głównie na Ruś i Bizancjum, jak i również do zachodniej i południowej Europy. Wykorzystywali rzeki, dzięki którym mogli dostawać się do miast i tam handlować lub rabować. W IX wieku Skandynawowie zaczęli intensywnie osiedlać się na wschodnim wybrzeżu Morza Bałtyckiego.
W XI i XII wieku Szwecja powoli stawała się zjednoczonym chrześcijańskim królestwem, do którego później należała również Finlandia. Nawrócenie z wierzeń nordyckich na chrześcijaństwo było skomplikowane i stopniowe, a czasami nawet pełne przemocy, czego przykładem może być spalenie świątyni w Uppsali. Najwcześniejszy religijny wpływ na ten region miała Anglia z powodu kontaktów Skandynawów i Sasów w Danelagh oraz irlandzcy misjonarze. Niemieckie wpływy były początkowo mniej widoczne, pomimo prób misjonarskich św. Oskara, jednak stopniowo stały się dominujące na tym obszarze, zwłaszcza po inwazji Normanów na Anglię w 1066 roku. Mimo zażyłych relacji z ruską szlachtą, nie ma dowodów na wpływy kościoła prawosławnego, prawdopodobnie z powodu bariery językowej.
W XI wieku przypuszczalnie miały miejsce konflikty pomiędzy Gotami z Gotalandii i Swionami ze Svealandu. Do 1060 roku władcy Uppsali sprawowali władzę nad dużym terenem obecnej Szwecji, oprócz południowego i zachodniego wybrzeża, które pozostało pod duńską władzą aż do XVII wieku. We wczesnym średniowieczu Szwecja powiększyła się o tereny Norrlandii i Finlandii. Proces ten nie jest do końca jasny, niektóre z opisów krucjat mających na celu nawrócenie Finów na chrześcijaństwo okazały się być fałszywe. Pewne jest, że ta ekspansja spowodowała napięcie w kontaktach z Rusią, które trwało przez stulecia.
Król Olof Skötkonung był pierwszym znanym królem sprawującym władzę nad Svealandem i Götalandią. Jego następcy i lata ich rządów nie są znane. W XII wieku w Szwecji nadal trwał proces jednoczenia państwa i walki dwóch dynastii – Erykidów i Swerkerydów, które zakończyły się, gdy trzecia dynastia połączyła się z Erykidami i razem zapoczątkowali dynastię Folklungów. W ten sposób po stuleciu wojen domowych wyłoniła się nowa rodzina królewska, która wzmocniła władzę monarchy odbierając ją szlachcie w zamian za przywileje takie, jak zwolnienie z podatków w zamian za służbę wojskową. Dynastia Folklungów stopniowo przekształciła Szwecję w silne państwo, a król Magnus Eriksson rządził również Norwegią i Skanią. Po epidemii czarnej śmierci unia personalna była znacznie osłabiona, a Skania została przejęta przez Duńczyków. W Szwecji nie wykształcił się system feudalny, a chłopi szwedzcy nigdy nie byli traktowani jak poddaństwo.
Po epidemii czarnej śmierci i długoletnich walkach o władzę, duńska królowa Małgorzata I zjednoczyła Szwecję, Danię i Norwegię w unii kalmarskiej 20 lipca 1397 roku, za zgodą szwedzkiej szlachty. Rosnące napięcie pomiędzy zjednoczonymi krajami stopniowo doprowadziło do otwartego konfliktu pomiędzy Szwecją i Danią w XV wieku.

## XVI wiek

Zmiany granic Szwecji w XVI i XVII wieku

W XVI wieku Gustaw I Waza walczył o niepodległość Szwecji poprzez odrzucenie możliwości odnowienia unii kalmarskiej. Równocześnie zerwał kontakty z papiestwem i wprowadził do Szwecji luteranizm.
Upadek unii kalmarskiej na początku XVI wieku spowodował konflikty pomiędzy Norwegią i Danią a Szwecją. Biskupi katoliccy popierali duńskiego króla Christiana II, ale został on obalony przez Gustawa Wazę, a Szwecja znów stała się niepodległa. Gustaw wykorzystał reformację do ograniczenia władzy kościoła i został królem Gustawem I w 1523 roku. W 1527 roku przekonał Riksdag w Västerås (składający się ze szlachty, duchowieństwa, mieszczaństwa i chłopów) do konfiskaty ziemi kościelnych, które stanowiły 21% ziem uprawnych. Gustaw chronił luterańskich reformatorów i wyświęcił wiernych sobie mężczyzn na biskupów, po czym stłumił opozycję szlachty sprzeciwiającej się jego zmianom w kościele i próbom centralizacji.
W 1538 i 1558 przeprowadzone zostały reformy podatkowe, skomplikowane podatki nałożone na niezależnych rolników zostały uproszczone i ustandaryzowane w całym regionie; ocena należności podatkowych była zależna od możliwości zapłaty. Wzrosły królewskie wpływy z podatków, ale przede wszystkim nowy system był postrzegany jako bardziej sprawiedliwy i dopuszczalny. Wojna z Lubeką w 1535 roku spowodowała wydalenie kupców hanzeatyckich, którzy wcześniej mieli monopol na handel międzynarodowy. Szwedzka gospodarka szybko rosła, a w 1544 roku Gustaw kontrolował 60% ziem uprawnych w kraju. Szwecja posiadała jedną z najnowocześniejszych armii w Europie, wspieraną przez wyrafinowany system podatkowy i urzędy państwowe. Gustaw ogłosił się założycielem dynastii Wazów, która miała dziedziczyć szwedzki tron. Rządzili oni Szwecją w latach 1523–1654 i Rzecząpospolitą w latach 1587–1668 (w latach 1592–1599 istniała unia polsko-szwedzka pod rządami Zygmunta III Wazy).

## XVII wiek
Od 1561, kiedy włączyła do swojego terytorium całą Estonię, a zwłaszcza w XVII wieku, od panowania Gustawa II Adolfa (1611–1632), do Karola X Gustawa (1654–1660), Szwecja toczyła walka o dominację w rejonie Morza Bałtyckiego (dominium Maris Baltici). Chcąc uczynić z Bałtyku morze wewnętrzne, Szwedzi prowadzili wojny z Danią, Polską i Rosją oraz w latach 1630–1648 brali udział w wojnie trzydziestoletniej, która doprowadziła do uzyskania przez Szwecję zdobyczy terytorialnych oraz mocarstwowej pozycji.
W 1655 roku armia szwedzka pod wodzą Karola Gustawa uderzyła na Rzeczpospolitą, czym zapoczątkowała II wojnę północną, w polskiej historiografii znaną jako Potop Szwedzki. Konflikt z Rzecząpospolitą zakończył się w 1660 roku pokojem w Oliwie, natomiast ze sprzymierzoną z nią Danią – pokojem w Kopenhadze. Na mocy jednego z wcześniejszych traktatów z Danią – w Roskilde – Szwecja otrzymała Skanię, Halland, Blekinge i Bohuslän – krainy, które znajdują się w jej granicach do dziś.

## XVIII wiek

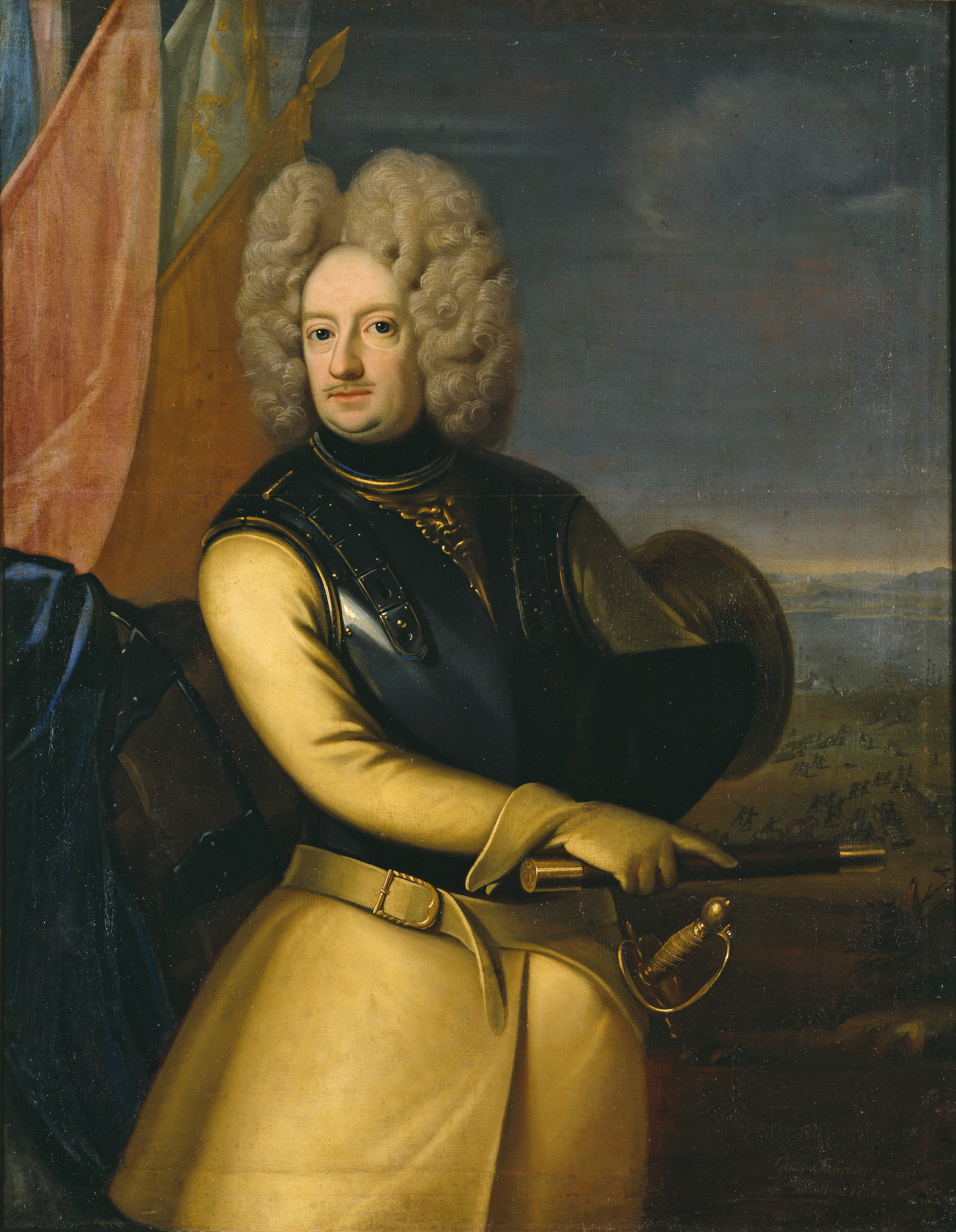
Magnus Stenbock

Gustaw III Król Szwecji

Po klęsce Karola XII w wojnie północnej (1700–1721) doszło do utraty większości zdobyczy (głównie na rzecz Rosji) oraz utraty rangi mocarstwa. Po śmierci Karola w 1718 nastała tak zwana era wolności (1718–1772), czyli okres rozkwitu parlamentaryzmu, przy jednoczesnym zmniejszeniu politycznych wpływów tronu. W pierwszej połowie tej epoki dwie frakcje; „partia kapeluszy” i „partia czapek” rywalizowały o władzę i wpływy. Ważnym wydarzeniem było zniesienie cenzury w Szwecji (1766). Era wolności dobiegła końca, gdy Gustaw III odnowił władzę absolutną drogą zamachu stanu.

## XIX wiek
W 1805 Szwecja dołączyła do III koalicji antyfrancuskiej. Działania wojenne szwedzka armia prowadziła na terytorium Pomorza, ale nie odniosła żadnych sukcesów. W 1808 roku, wskutek lekkomyślnej polityki króla Gustawa IV Adolfa Szwecja zerwała rozejm z Francją oraz wplątała się w wojnę z Danią i Rosją. Konsekwencją tego była utrata Finlandii na rzecz Rosji. W 1809, po obaleniu króla Gustawa Adolfa, parlament uchwalił pierwszą w dziejach Szwecji konstytucję. W 1812 nowy król Karol XIV Jan Bernadotte doprowadził do zbliżenia z Rosją. Wojska szwedzkie wzięły udział w walkach przeciwko Napoleonowi. Największym jednak sukcesem nowego króla było, po zwycięskiej wojnie z Danią, przyłączenie Norwegii do Szwecji. Przyłączenie to nie miało charakteru inkorporacji, ale unii personalnej dwóch równorzędnych krajów. W 1866 wprowadzono reformę parlamentu, który znosił podział na stany. Reforma ta uczyniła Szwecję krajem liberalnym. Druga połowa XIX wieku to czasy wzrostu znaczenia przemysłu i masowej urbanizacji, która przekształciła Szwecję z kraju rolniczego w kraj uprzemysłowiony.

## XX wiek
Zmiany ustrojowe rozpoczęte już w drugiej połowie XIX i na początku XX wieku, takie jak reforma parlamentu (1866), powstanie nowoczesnych partii, wprowadzenie rządów parlamentarnych, powszechne prawo wyborcze (1919) uczyniły ze Szwecji liberalne i nowoczesne państwo. W 1905 od Szwecji odłączyła się Norwegia, kładąc kres długoletniej unii. Szwecja zachowała neutralność podczas I i II wojny światowej, co uchroniło ją od zniszczeń i kosztów wojennych oraz wzmocniło jej gospodarkę. W dniu ataku Niemiec na ZSRR, III Rzesza zażądała od rządu Szwecji udostępnienia infrastruktury kolejowej oraz taboru kolejowego dla tranzytu 163 Dywizji Piechoty III Rzeszy, z okupowanej Norwegii do Finlandii, co było przyczyną kryzysu politycznego (midsommarkrisen). Wyrażenie zgody na niemieckie żądanie było wyraźnym odstępstwem od deklarowanej przez Szwecję neutralności. Od lat trzydziestych władzę sprawowali głównie socjaldemokraci z partii SAP. Ich rządy przyniosły liczne reformy socjalne, przeprowadzone w duchu progresywizmu. W latach 1950–1970 nastąpiła rozbudowa państwa opiekuńczego, związana z szybkim rozwojem gospodarczym. Głową państwa jest Karol XVI Gustaw.